# リガの犬たち
『リガの犬たち』（Hundarna i Riga）は、ヘニング・マンケル著によるスウェーデンの警察小説「クルト・ヴァランダー・シリーズ」の第2作である。

## あらすじ
1991年2月12日、イースタッド警察署に「間もなく2人の死体を乗せた救命ボートが漂着する。」という匿名の電話が掛かってきた。翌日、電話の通りに救命ボートがモスビー・ストランドで発見された。
乗っていた死体を検分すると衣服は高価な物ばかりで身体には銃創と拷問された痕跡があり歯科治療の痕から東欧出身者だと推定され、救命ボートの特徴からもそれが東欧製であることが判明した。外務省（Utrikesdepartementet）を通じ各国に問い合わせるとラトビアから死体の身元に関する情報が送られて来ると共に現地から捜査官が派遣されて来ることとなった。
ラトビアからやって来たカリウス・リエパ中佐によると殺された2人はマフィアの仲間でラトビアでの逮捕歴があるということであった。イースタ警察署に保管してあった証拠物件の救命ボートが盗まれるという事件も発生したが、1週間の滞在後リエパ中佐が遺体を引き取って帰国すると共に捜査は全てラトビア側に引き継がれた。
リエパ中佐が帰国した翌日、イースタ警察署にリエパ中佐が何者かに殺害された旨を報じるテレックスが送られてきた。ラトビア警察からの要請でクルト・ヴァランダーがラトビアへ行くことになった。

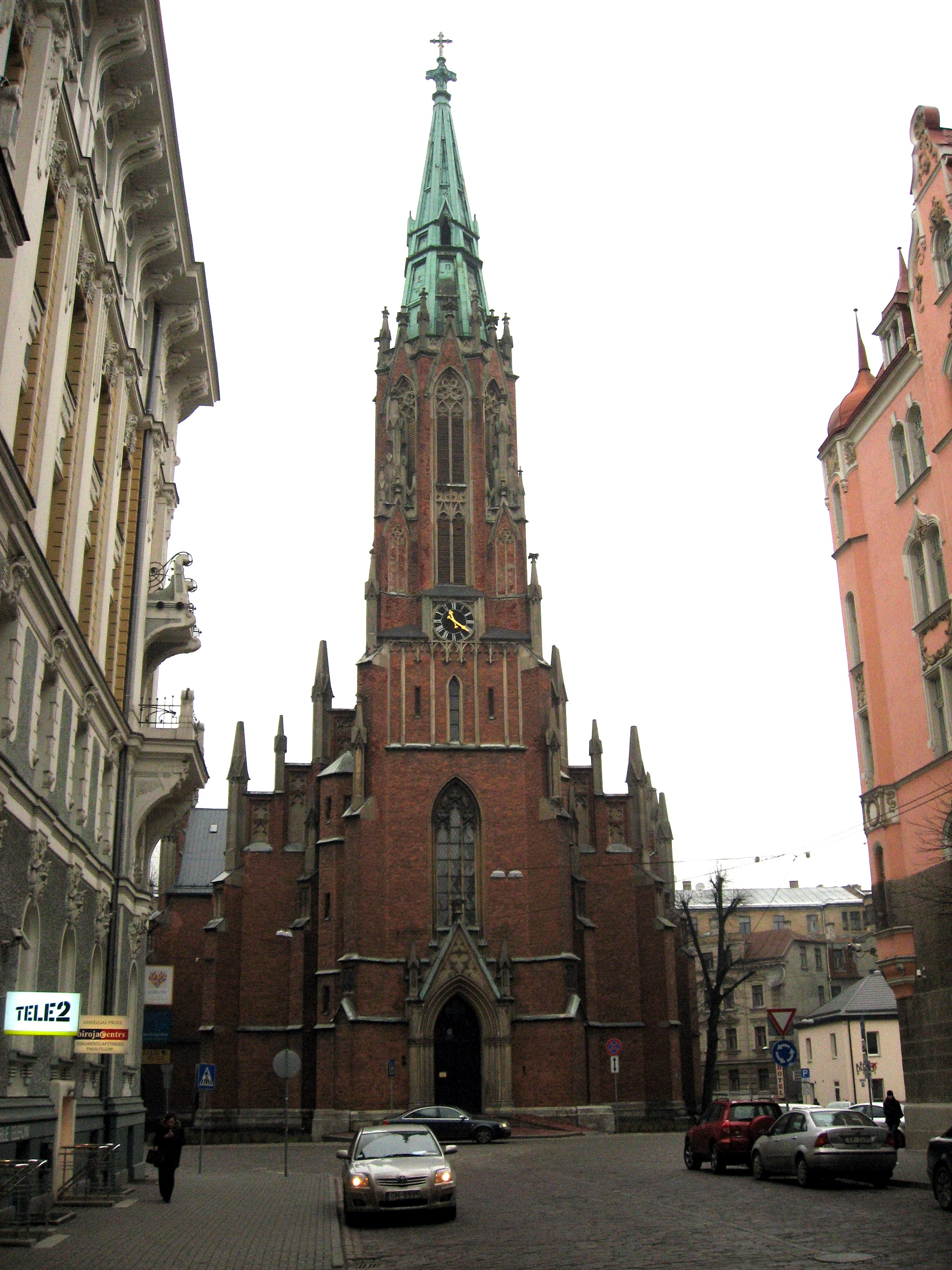
リガのガートルート教会

## 登場人物
クルト・ヴァランダー
イースタッド警察、警部
ビュルク
イースタッド警察、署長
カリウス・リエパ
ラトビア警察の中佐
バイバ・リエパ
カリウスの妻
ヤゼプス・プトニス
ラトビア警察の大佐でリエパ中佐の上司
ユニス・ムルニエース
ラトビア警察の大佐でリエパ中佐の上司